# Асавка
Аса́вка (рос. Асавка, башк. Аҫау) — присілок у складі Балтачевського району Башкортостану, Росія. Входить до складу Тошкуровської сільської ради.
Населення — 416 осіб (2010; 466 у 2002).
Національний склад:
- удмурти — 51 %
- башкири — 31 %

У присілку народився Герой Радянського Союзу Шакіров Ульмас Шакірович (1923-1998).